# Pachypanchax patriciae

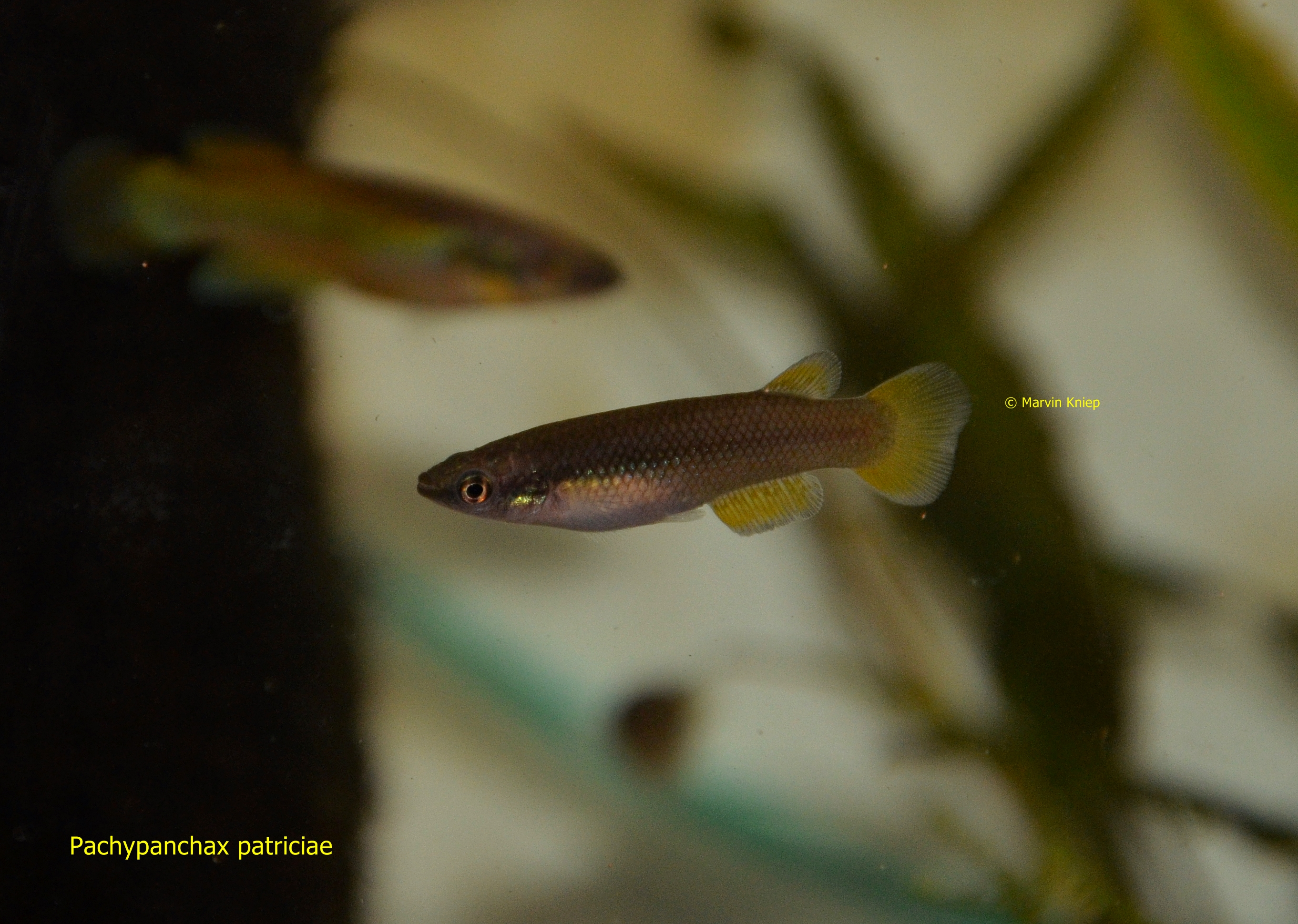
Pachypanchax patriciae, Weibchen

Pachypanchax patriciae ist ein auf Madagaskar lebender Fisch. Benannt ist er nach der Umweltschützerin Patricia Yazgi.

## Verbreitung und Lebensraum
Das Verbreitungsgebiet der Art erstreckt sich über zwei verschiedene Landschaftstypen, den Monsunwald im Gebiet des Sambirano im Nordwesten und den laubabwerfenden Wald im äußersten Norden Madagaskars. Getrennt werden die beiden Lebensräume durch den Ifasy.
Im Sambiranowald bewohnt P. patriciae kleine Fließgewässer wie den Ampandra und Manehoko. Ihr Wasser ist von Tanninen gefärbt und mit einem pH-Wert von fünf bis sechs relativ sauer. Es ist mit weniger als einem Grad deutscher Härte (<18 ppm) sehr weich und hat einen sehr geringen Leitwert, etwa zwischen 19 und 24 μS/cm². Der Gewässergrund besteht aus verdichtetem Ton oder Sand und ist mit Detritus bedeckt. Im Flachwasser finden sich größere Bestände eines Aronstabgewächses (Typhonodorum lindleyanunm) und von Seerosen (Nymphaea), sonst aber kaum Wasserpflanzen.
Der nördliche Lebensraum von P. patriciae ist geprägt durch die drei großen Flüsse Ifasy, Mahavavy du Nord und Mananjeba. Ihr Wasserhaushalt unterliegt starken saisonalen Schwankungen und sie verfügen über ausgedehnte Überflutungsgebiete mit einer großen Zahl flacher Teiche und Seen (Matsabory). Diese Gewässer können sowohl klar wie auch trüb sein, sind aber nicht tanningefärbt. Ihr pH-Wert bewegt sich im schwach sauren Bereich zwischen 6,5 und 7,2. Mit zwei bis vier Grad deutscher Härte und einer Leitfähigkeit von 38 bis 74 μS/cm² sind sie etwas härter und leitfähiger als die Habitate im Sambiranogebiet. P. patriciae ist nur in diesen Seen und kleine Nebenflüssen der drei Ströme zu finden, die großen Flüsse selbst bewohnt er nicht.
In beiden Lebensräumen teilt sich die Spezies ihr Habitat mit juvenilen Exemplaren von Oreochromis  mossambicus, einer Buntbarschart. Im tieferen Wasser finden sich außerdem der Madagaskar-Glitterbuntbarsch (Paratilapia polleni), die Flachkopfgrundel (Glossogobius giuris), Ptychochromis  oligacanthus und ein Vertreter der Flussaale, Anguilla bicolor.

## Erscheinung
Diese Pachypanchax-Art, mit der für die Gattung typischen Gestalt, erreicht eine Standardlänge von etwa 52 Millimeter. Die Rückenflosse beginnt über der Mitte zwischen dem neunten und zehnten beziehungsweise zehnten und elften Strahl der Afterflosse. Die Schwanzflosse trägt weiß schillernde Ränder, die Afterflosse ist ebenfalls weiß begrenzt. Neun bis elf Kiemenreusenfortsätze befinden sich auf dem ersten Kiemenbogen. Es existieren eine rote und eine blaue Farbform die aber nur über die Männchen zum Ausdruck kommen. Der Populationsanteil der roten Form nimmt nach Norden hin ab. Entlang der Seitenlinie trägt P. patriciae 30 bis 32 Schuppen.
Flossenformel:
- Dorsale II–IV/8–11
- Anale II–III/14–17
- Pectorale 13–15
- Ventrale I/5

## Lebensweise
P. patriciae ernährt sich von Anflugnahrung sowie den Larven und Nymphen von Wasserinsekten. Seine Fressfeinde sind hauptsächlich piscivore Vögel und Libellenlarven, ferner stellen ihm auch andere Fische wie der Madagaskar-Glitterbuntbarsch und die Flachkopfgrundel nach. Die Fortpflanzungszeit dehnt sich vermutlich über die ganze Regenzeit aus.

## Status
Im Gegensatz zu einigen anderen Pachypanchax ist P. patriciae nicht durch Nachstellungen räuberischer Neozoen bedroht. Allerdings gefährdet die Rodung der Einzugsgebiete von Ifasy, Mahavavy du Nord und Mananjeba deren Wasserhaushalt und damit die Rückzugsräume der Art.